# オクターヴ・タサエール
オクターヴ・タサエール（Nicolas François Octave Tassaert、1800年7月26日 - 1874年4月24日 ）は、フランスの画家、版画家である。

## 略歴
パリに生まれた。祖父のジャン＝ピエール＝アントワーヌ・タサエールは有名な彫刻家で、父親のジャン＝ジョゼフ＝フランソワ・タサエールは画家、版画家で、父親と画商をしていた兄から絵画を学んだ。1816年から版画家のジラール(Alexis-François Girard)の弟子となり、1817年から1825年までエコール・デ・ボザールでギヨーム・ギヨン＝ルティエール(Guillaume Guillon-Lethière:1760-1832)に学んだ。
1820年代と1830年代の初めまでは歴史画や肖像画を描いたが、生活を支えるために、版画のための下絵を描いた。1834年のサロン・ド・パリに出展した作品 "La Mort du Correggio" が高い評価を受け、オルレアン公に買い上げられた。この作品は後にエルミタージュ美術館に収蔵された。
1855年のパリ万国博覧会に出展し、批評家からは好評を得たが、徐々に美術の世界から遠ざかり、1857年からは展覧会に出展しなくなった。その後は知り合いの収集家に作品を売った。1863年には作品制作を止め、残された絵画作品を画商に売り払い、詩作を始めたとされるが、文学作品は残されていない。アルコール中毒になり、1865年に重病になり治療を受けるようになり、1873年にパリで石炭ガスの中毒で亡くなった。

## 作品

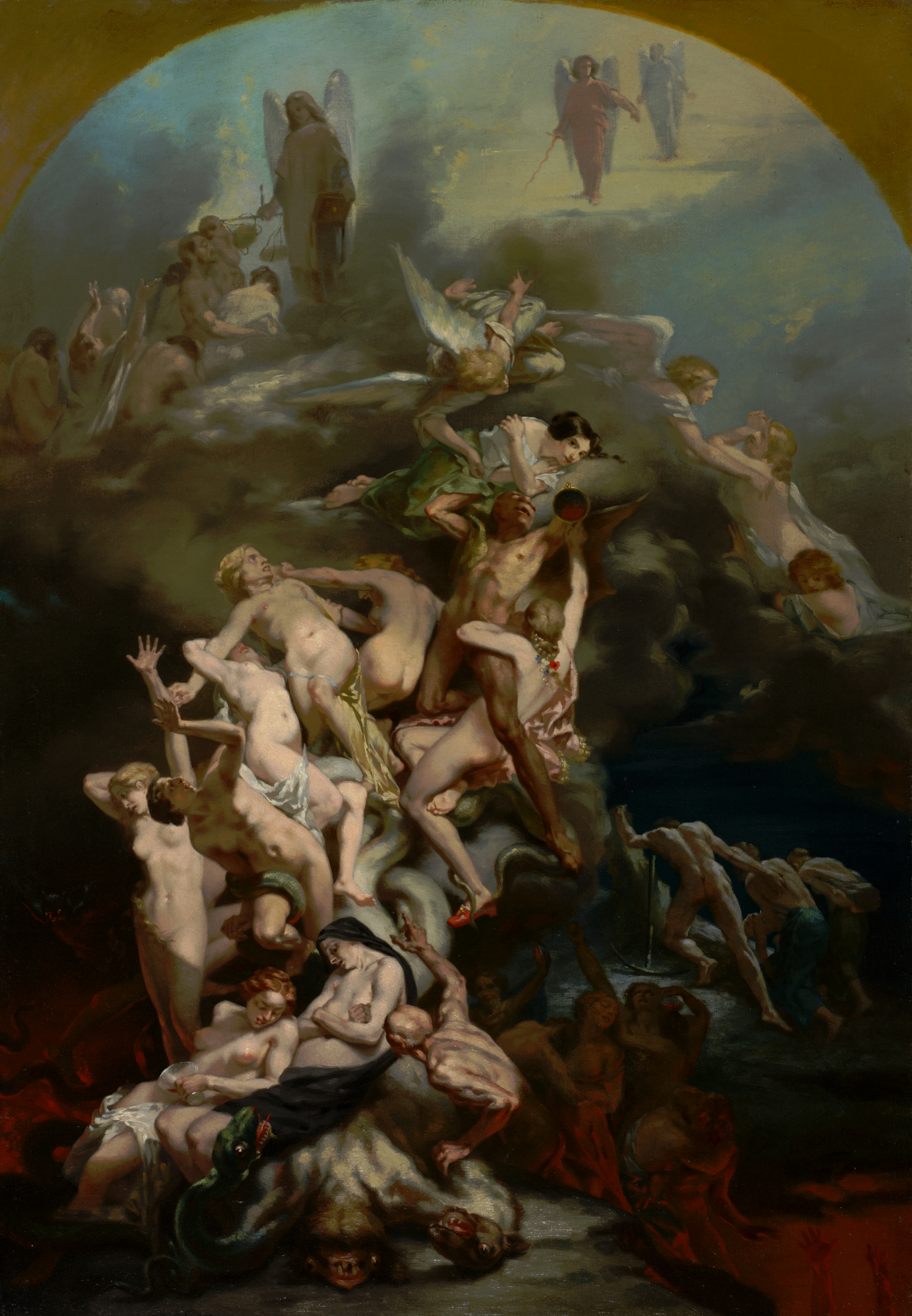
天国と地獄 （1850）
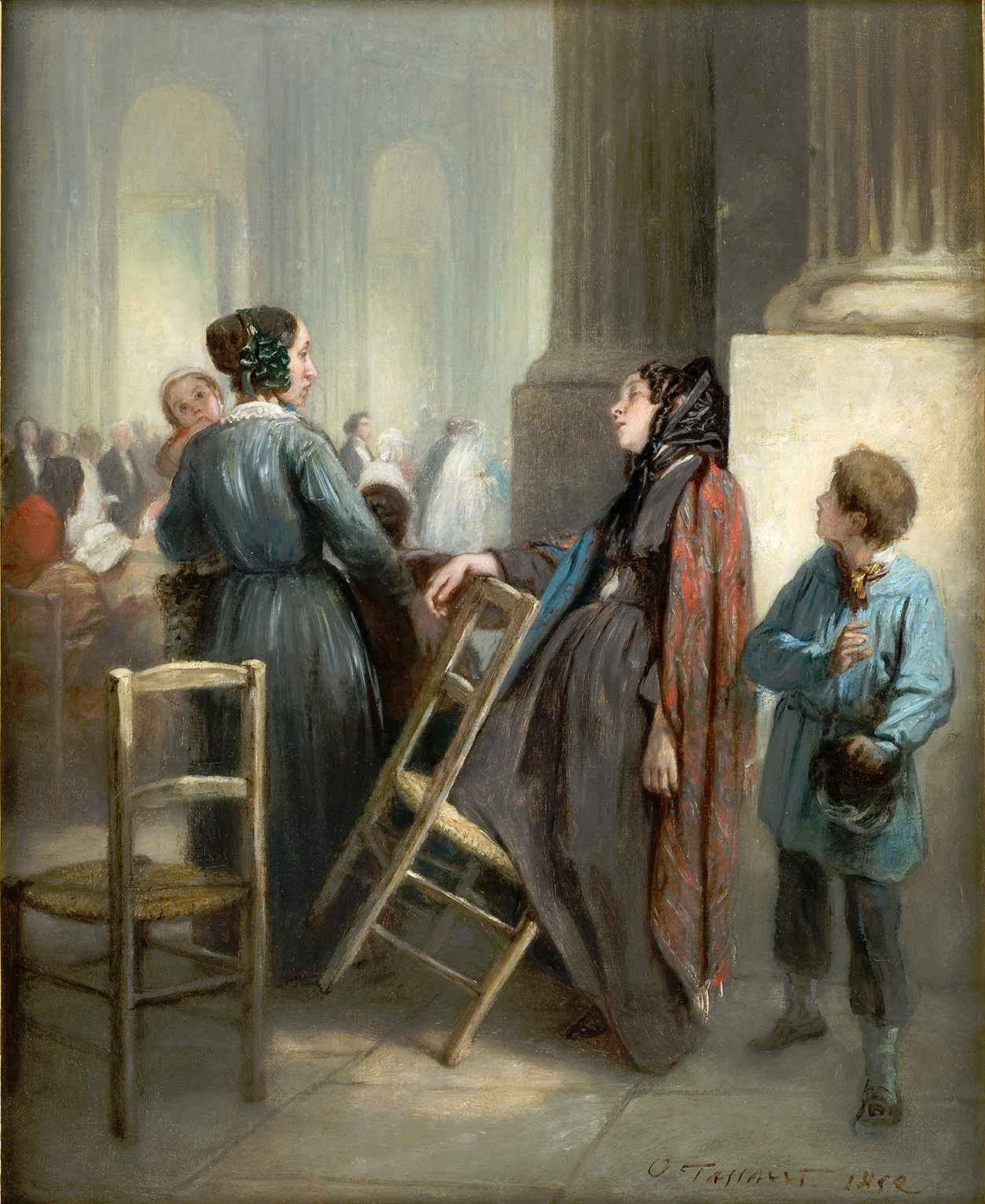
捨てられた妻(1852)
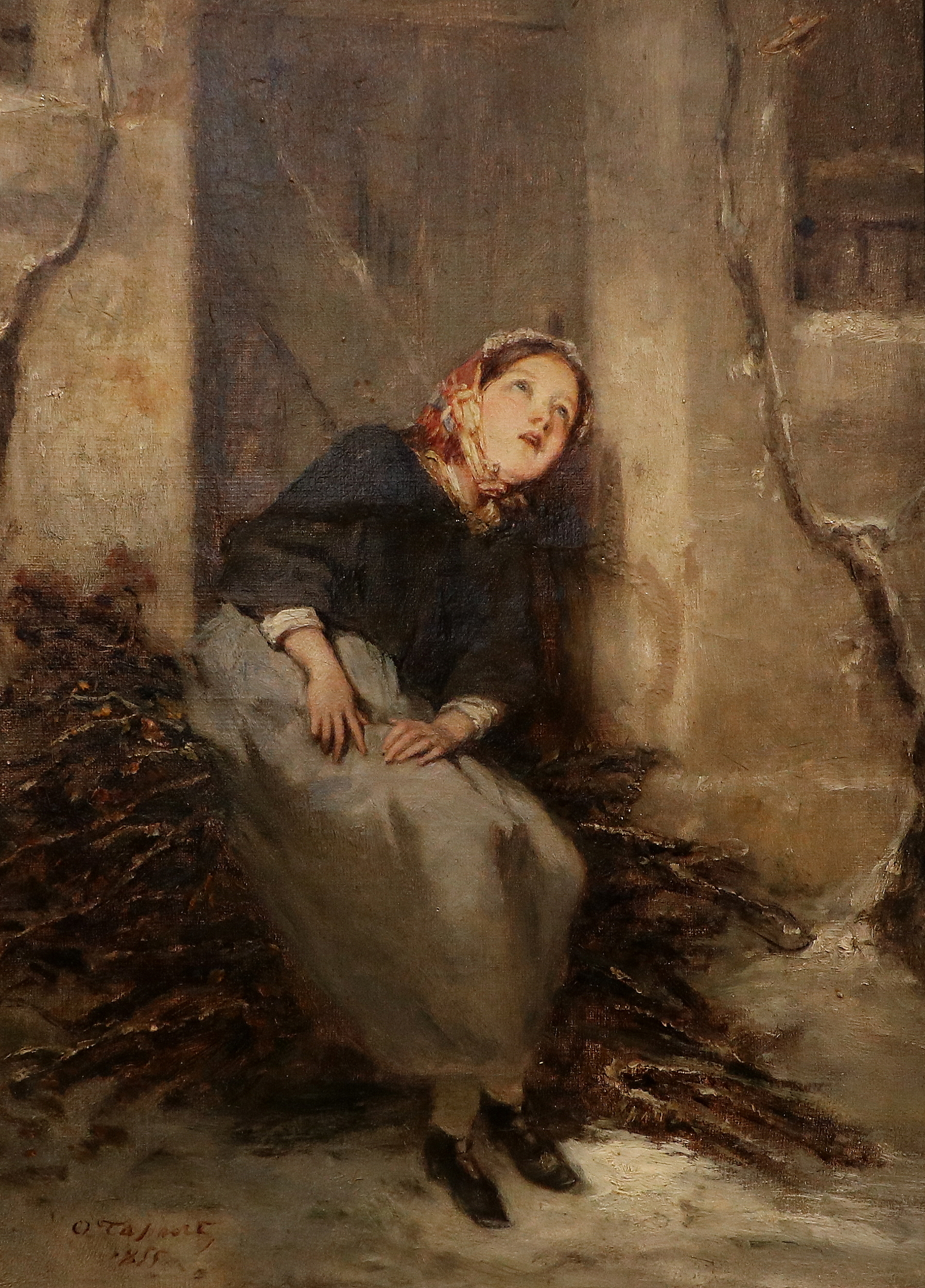
薪束を集める女性
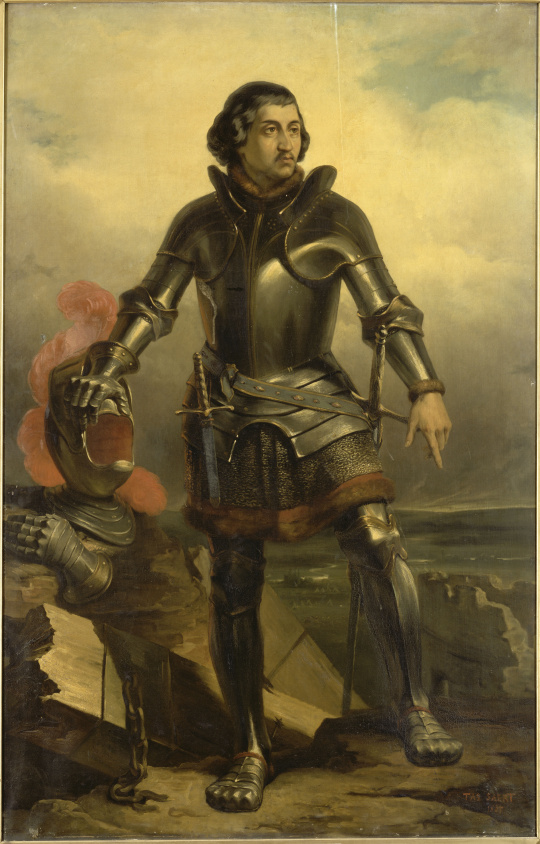
ジャン・ド・デュノワ (1835)

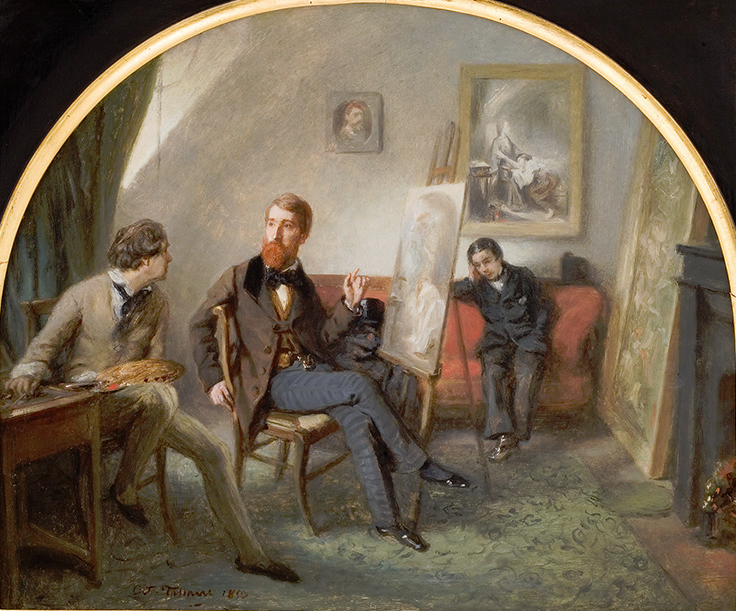
画家のアトリエ(1853)
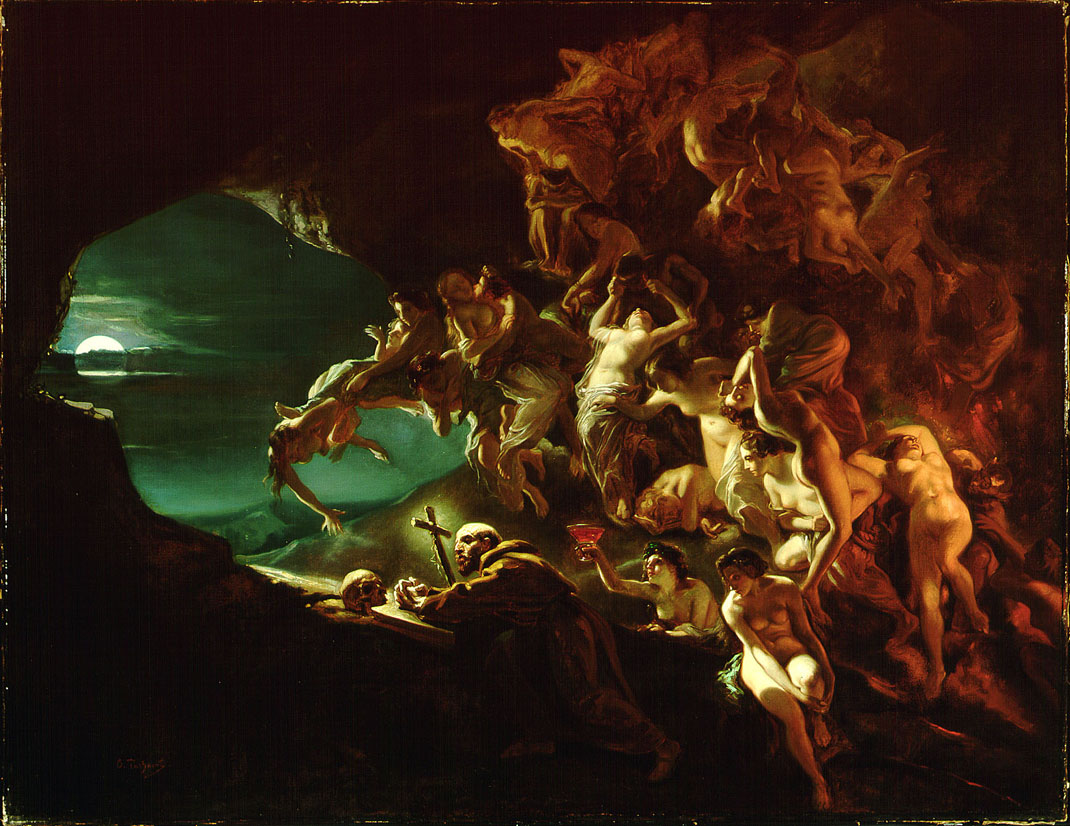
聖イラリオンの誘惑 （c.1857)
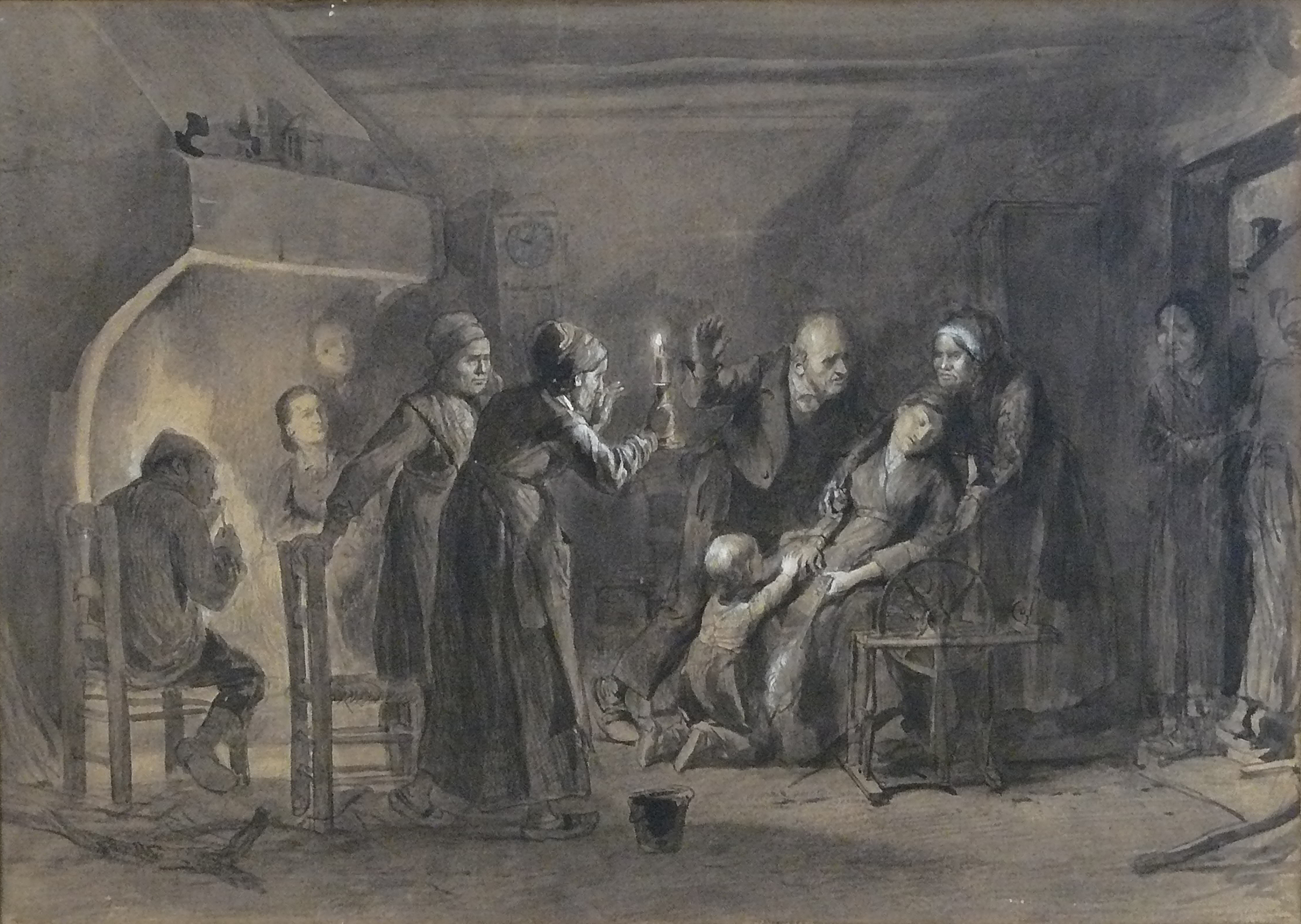
家族に囲まれて泣く女